# Investidura presidencial de Calvin Coolidge en 1925

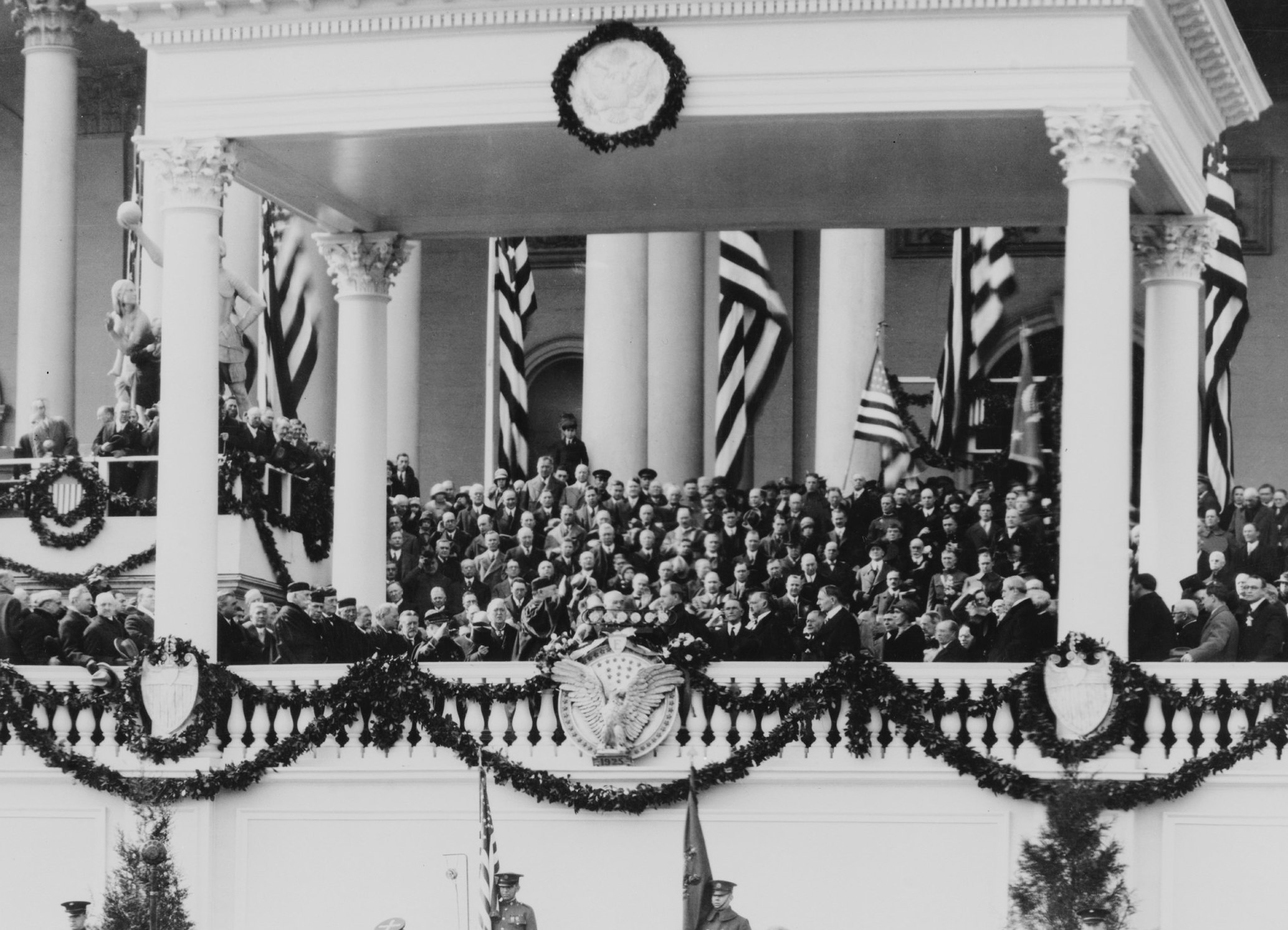
Investidura presidencial de Calvin Coolidge, el 4 de marzo de 1925.

La investidura presidencial de Calvin Coolidge, tuvo lugar el 4 de marzo de 1925. Marca el inicio de su segundo mandato como el trigésimo presidente de los Estados Unidos. El presidente del Tribunal Supremo y expresidente William Howard Taft administró el juramento del cargo. Fue la primera vez que la inauguración fue transmitida en la radio a nivel nacional.
Poco después de su elección, el vicepresidente electo Charles G. Dawes envió una carta insultante al presidente Coolidge donde le informaba de que no asistiría a reuniones de gabinete, lo que le enfadó y el Presidente, procedió a atacar públicamente a todo el Senado de Estados Unidos. La inauguración del vicepresidente se celebró en la Sala del Senado en esos días, y el Vicepresidente con un discurso inaugural a cargo de todo el mundo antes de que fuera de la plataforma en la que el Presidente tome el juramento. Dawes hizo un ardiente discuro a media hora de abordar la denuncia de las normas del Senado, y el sistema de antigüedad y de muchas otras cosas que los senadores habrían querido.
La celebración de Coolidge apenas se menciona en las noticias al día siguiente.